# Club Train
De Club Train was een van de boottreinen die, door de Compagnie Internationale des Wagons-Lits (CIWL) als onderdeel van een verbinding tussen het vasteland van Europa en Groot-Brittannië, werd ingezet. De verbinding wordt integraal aan de reizigers aangeboden, waarbij het eerste deel per trein wordt afgelegd, dan wordt overgestapt op een schip en aan de overkant de reis per trein wordt voortgezet.
Al in 1850 bestonden er aan beide zijden speciale treinen van en naar de havens voor de bootverbindingen. De CIWL introduceerde op 4 juni 1889 de eerste boottrein. De Engelse trein had geen restauratierijtuig maar wel een rokerswagen tussen Londen en Dover. De Franse trein die een langere afstand Calais - Parijs aflegde, had wel een restauratierijtuig.

## Route en dienstregeling
| LP    | land                | station             | PL    |
| ----- | ------------------- | ------------------- | ----- |
| 15:00 | Verenigd Koninkrijk | London Charingcross | 22:43 |
| 15:00 | Verenigd Koninkrijk | London Victoria     | 22:43 |
| 14:55 | Verenigd Koninkrijk | Holborn Viaduct     | 22:47 |
| 22:47 | Frankrijk           | Paris Nord          | 15:15 |

Op 1 oktober 1893 is de dienst gestaakt nadat de LC&DR, de Engelse partnermaatschappij, het contract opzegde omdat CIWL herhaaldelijk de gemaakte afspraken niet na kwam. Het zou nog tot 1926, met de introductie van de Flèche d'Or, duren dat de CIWL weer een geïntegreerde trein-boot dienst tussen Londen en Parijs kon aanbieden aan de reizigers.